# Гуњачићи
Гуњачићи је насељено мјесто у граду Горажду, Босна и Херцеговина.

## Становништво
|         | 2013.       | 1991.        | 1981.         | 1971.         |
| Укупно  | 18 (100,0%) | 65 (100,0%)  | 131 (100,0%)  | 153 (100,0%)  |
| Бошњаци | 17 (94,44%) | 65 (100,0%)1 | 131 (100,0%)1 | 153 (100,0%)1 |
| Остали  | 1 (5,556%)  | –            | –             | –             |

1. 1 На пописима од 1971. до 1991. Бошњаци су пописивани углавном као Муслимани.